# Alien Syndrome (videogioco 2007)
Alien Syndrome è un videogioco sviluppato nel 2007 da Totally Games e pubblicato da SEGA per PlayStation Portable e Wii.
Ambientato un secolo dopo gli eventi del videogioco arcade Alien Syndrome, il titolo aggiunge elementi di role playing al gameplay del titolo originale.

## Trama
In un futuro molto lontano, Aileen Harding viene mandata ad indagare sulla colonia Seti-Alpha 5, dove una sindrome aliena è in grado di trasformare gli uomini in creature letali.

## Modalità di gioco
Alien Syndrome è costituito da 40 livelli di gioco. Nella modalità multigiocatore possono prendere parte fino a quattro giocatori.